# Diastylidae
Diastylidae is een familie van kleine kreeftachtigen die behoort tot de orde van de zeekomma's (Cumacea). Het zijn koudwaterdieren die vooral aangetroffen worden ten noorden en ten zuiden van de 30e breedtegraad (Watling & McCann 1997).

Algemeen bouwplan van Diastylidae (vrouwtje)

## Anatomie
Diastylidae zijn zeekomma's die een gemiddeld tot groot, vrij telson bezitten. Het is niet vergroeid met het laatste pleon segment. Het telson draagt meestal twee apicale stekels. De mannetjes bezitten meestal twee paar zwempootjes (pleopoden), soms zijn die vrij klein of zelfs helemaal afwezig. Het flagellum van de tweede antenne reikt tot voorbij het pereon. Bij vrouwtjes is de tweede antenne veel kleiner dan de eerste antenne. De derde maxillipede en de eerste vier pereopoden bezitten bij mannetje bijna altijd een exopodiet (buitenste vertakking). Bij vrouwtjes beperkt zich dit tot de derde maxillipede—bij uitzondering zijn ze zelfs helemaal afwezig—en de twee eerste pereopoden. De endopodiet (binnenste tak) van de uropode bestaat meestal uit drie, soms uit twee, en zelden uit één segmentje.

Leden van deze familie vertonen vaak een duidelijk seksueel dimorfisme. (Jones, 1976).

## In België
Vijf soorten uit de familie Diastylidae komen voor in het Belgische deel van de Noordzee: Diastylis bradyi, D. laevis, D. lucifera, D. rathkei en D. rugosa.

## Systematiek
De Diastylidae zijn een middelgrote familie met 23 genera (geslachten) en 323 soorten.

Volgende genera werden beschreven (Watling & Gerken, 2003):
- Anchicolurus
- Anchistylis
- Atlantistylis
- Brachydiastylis
- Colurostylis
- Diastylis
- Diastyloides
- Diastylopsis
- Dic
- Dimorphostylis
- Divacuma
- Ekleptostylis
- Ektonodiastylis
- Geyserius
- Holostylis
- Leptostylis
- Leptostyloides
- Makrokylindrus
- Oxyurostylis
- Pachystylis
- Paradiastylis
- Paraleptostylis
- Vemakylindrus